# روفانييمي

موقع روفانييمي

شعار روفانييمي

روفانييمي (Rovaniemi) مدينة فنلندية. العاصمة الإدارية والمركز التجاري لإقليم لابـّي شمال البلاد. تقع على مقربة من الدائرة القطبية الشمالية وبين تلال أوناسفارا كوركالوفارا عند التقاء نهر كيميوكي بأكبر روافده أوناسيوكي. تم دمج المدينة مع روفانييمن مالايسكونتا (بلدية روفانييمي الريفية) المحيطة بها في كيان واحد اعتباراً من 1 يناير 2006. تبلغ مساحة البلدية الجديدة 8.017,19 كم² وعدد السكان يقارب 60.025 ساكن.
وهي واحدة من أكبر المدن في العالم من حيث المساحة - رغم أن الكثير منها تغطيها الغابات.
تقول الأسطورة أن سانتا كلوز (بابا نويل) يعيش بالمدينة.

## الاسم
غالباً ما اعتبرت «روفا» الجزء الأول من اسم روفانييمي ذات أصل سامي، فكلمة "roavve" في لدى الصاميين يدل على سفح أو تل حرجي أو موقع قديم لحريق غابة. إلا أنه في اللهجات السامية الجنوبية "rova" تعني كومة من الحجارة أو الصخرة أو مجموعة من الصخور على امتداد منحدرات نهرية، أو حتى موقد الساونا. أمـّا الجزء «نييمي» من الاسم فيعني «شبه جزيرة» .

## التاريخ
ربما كانت هناك مستوطنة مستمرة في منطقة روفانييمي منذ العصر الحجري. بدأت الإزالة الدورية لأراضي جديدة لغرض الزراعة وممارسة زراعة القطع والحرق قبل نحو 750-530 ق. تشير الآثار التي عثر عليها في المنطقة إلى وجود أعداد متزايدا من المسافرين من كاريليا في شرق البلاد وهامي في الجنوب وساحل المحيط المتجمد الشمالي في شمال البلاد لا بد أن تكون بدأت هناك من 500 ميلادي فصاعداً. تعتبر قومية سامي سكان لابي الأصليين.
عزز استغلال موارد لابي الطبيعية في القرن التاسع عشر نمو روفانييمي. مواقع قطع الأشجار واسعة النطاق واجتذب حمى الذهب الآلاف من الناس إلى لابـّي. مثل استخراج الموارد الطبيعية وزيادة، روفانييمي أصبحت مركز لرجال الأعمال من مقاطعة لابي.
خلال الحرب العالمية الثانية، بعد فنلندا وقعت الهدنة موسكو وجدت نفسها متورطة في حرب لابي مع حليفها السابق ألمانيا، في بداية أكتوبر 1944 قبضت القوات الألمانية على 130 مدنياً فنلندياً من روفانييمي كرهائن، 24 منهم نساء، كذلك 132 من كيمي المجاورة، وهددت بقتلهم ما لم يطلق الجيش الفنلندي سراح الألمان الذين أسرهم في تورنيو. ومع ذلك، رفض الفنلنديون "الامتثال وهددوا بالانتقام بقتل أسرى الحرب الألمان، وأطلق سراح الرهائن سالمين في 11 أكتوبر، بالقرب من روفانييمي.
في وقت لاحق، مارس الالمان سياسة «الأرض المحروقة» في لابونيا، فحوالي 90 ٪ من مجموع الممتلكات في المدينة دمرتها القوات الألمانية. بدأت إعادة بناء روفانييمي في عام 1946. شُيّدت العديد من المباني العامة والخاصة صممها المهندس المعماري الفنلندي ألفار آلتو في البلدة. على سبيل المثال المركز الإداري والثقافي الذي يضم البلدية، قاعة لابيا (تضم مسرح المدينة وأوركسترا وقاعة مؤتمرات) ومكتبة المقاطعة.

## النقل
روفانييمي هي أقصى نقطة شمالاً في شبكة السكك الحديدية الكهربائية التي تديرها إدارة السكك الحديدية الفنلندية. تـُسير مجموعة في أر قطارات الركاب نهارية وليلية مباشرة من محطة روفانييمي إلى أولو وهلسنكي وتامبيري وتوركو. تـُشغل قطارات الركاب تعمل على المازوت شمال شرقي روفانييمي إلى كيمايارفي. يبعد مطار روفانييمي حوالي 10 كم إلى الشمال من مركز المدينة روفانييمي.

## مدن متوأمة
- أيكا، المجر
- ألانيا، تركيا
- كاديلاك، الولايات المتحدة
- درفار، البوسنة والهرسك
- فريدريكسهافن، الدنمارك
- غريندافيك، إيسلندا
- هاربين، الصين
- سانت يوهان إن تيرول، النمسا
- كاسل، ألمانيا
- كيرونا، السويد
- ميورمانسك، روسيا
- نارفيك، نرويج
- نويستريليتس، ألمانيا
- أولشتين، بولندا
- رابكا-زدروي، بولندا
- فسبريم، المجر

## حقائق وأرقام

### المناخ (شبه قطبي)
- متوسط درجة الحرارة: +0.2 درجة مئوية
- المعدل السنوي لهطول الأمطار: 535 ملم / سنوياً
- تغطي الثلوج الأرض 183 يوماً في السنة في المتوسط
- أدنى درجة حرارة سجلت: -47.5 درجة مئوية، وسجلت في 28 يناير 1999
- أعلى درجة حرارة سجلت على الإطلاق: +30.6 درجة مئوية
- شمس منتصف الليل يمكن أن تـُرى من 6 يونيو إلى 7 يوليو

===السكان=== (أرقام 31 ديسمبر 2005)
- الإناث: 29813
- الذكور: 28022
- الفنلنديون: 57037
- الأجانب: 798
- المجموع: 57835

## مشاهير السكان
- ياري ترفو، مؤلف كتاب
- هاري أولي، المتزلج الطائر
- الكاتب تيمو موكا توفي في روفانييمي عام 1974.
- المتزلج والحائز على القلادة الذهبية بألعاب إكس الشتوية 2005 أنتي أوتي من مواليد روفانييمي في أبريل 2005، وقد حصل على قطعة الأرض في المدينة لاختياره ضمن المنتخب الأولمبي الفنلندي دورة الألعاب الأولمبية الشتوية لعام 2006.
- تانيا بوتياينن، متزحلق ألبي
- يان تابيو بطل العالم في سباقات زلاقات الجليد الآلية من مواليد روفانييمي.
- تومي بوتآنسو، والمعروف باسم مستر لوردي، المغني الرئيسي في فرقة الهارد روك لوردي والفائز بمسابقة الأغنية الأوروبية سنة 2006.
- فرقة البروغريسيف روك أبسولوتينن نولابيستي
- أنتي تويسكو، مـُغني
- قرية بابا نويل في روفانييمي، حيث يقيم.
- انطلقت فرقة البلاك ميتال بيهيريت من روفانييمي.

## وصلات خارجية
- مدينة روفانييمي – الموقع الرسمي
- معلومات عن لابـّي الفنلندية نسخة محفوظة 18 سبتمبر 2009 على موقع واي باك مشين.
- صورة لروفانييمي من القمر الصناعي